# Cell Global Identity

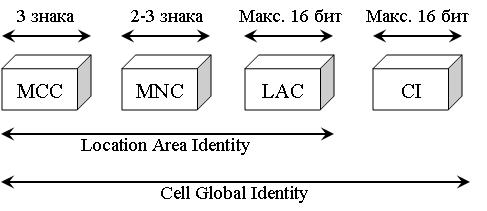
Идентификатор CGI

Cell Global Identity («Глобальный идентификатор соты») является стандартным идентификатором сети GSM и используется для идентификации конкретной соты внутри Location Area. С помощью данного идентификатора можно узнать географическое местоположение подключенного к сети GSM абонента в пределах соты. Существует ряд технологий, разработанных для того, чтобы повысить точность вычисления местоположения при помощи CGI: расширенный CGI (E-CGI), Глобальный идентификатор соты с временным опережением (Timing Advance), Идентификатор соты для W-CDMA, интеррогация в любое время (Any Time Interrogation), A-GPS, U-TDOA (Uplink Time Difference Of Arrival).
Пример CGI: 25020-f231-9a07, где значение MCC (Mobile Country Code) — код мобильной связи для страны равно 250 (Россия); MNC (Mobile Network Code) — код оператора мобильной связи равно 20 (Теле2), Location Area Code (LAC) – код местоположения равно значению f231 (в десятичной системе 62001), а Cell Identity (CI) — идентификатор соты равен 9a07 (в десятичном исчислении 39431). У LAC и CI максимальное значение составляет 16 бит, что позволяет определить 65536 различных Location Area внутри одной наземной сети подвижной связи общего пользования (PLMN) и 65536 различных Cell Identity внутри одной LA.